# Ракетный удар по Украине 22 марта 2024 года
Массированный ракетный обстрел Украины произошёл в утренние часы 22 марта 2024 года. Обстрелу российской армии подверглись Харьков, Запорожье, Кривой Рог, Хмельницкий, Полтавская область, Винницкая область, Львовская область, Ивано-Франковская область, Николаевская область, Одесская область и другие части страны. Выведена из строя Днепрогэс: разрушен второй энергоблок; произошло загрязнение почвы и утечка нефтепродуктов в Днепр. Три человека погибли и ещё 15 получили ранения в результате российского удара по Запорожью, один человек погиб на Днепрогэс, в Хмельницком также были погибшие и пострадавшие среди мирных жителей.
В результате атаки Харьков остался без света, а ещё в семи областях (Днепропетровской, Полтавской, Сумской, Кировоградской, Запорожской, Одесской и Донецкой) происходили экстренные отключения электричества.
Глава «Укрэнерго» Владимир Кудрицкий назвал атаку на энергосистему крупнейшей с начала полномасштабного вторжения российской армии на территорию суверенной Украины.

## Ход событий
В ночь на 22 марта воздушная тревога объявлялась по всей территории страны. Под утро российская армия нанесла очередной массированный ракетный удар по Украине. По информации Воздушных сил Украины, для удара использовались 63 ударных беспилотников «Shahed» (сбито 55), 12 баллистических ракет «Искандер-М», 40 крылатых ракет Х-101/Х-555 (сбито 35), 5 крылатых ракет Х-22, 7 ракет «Кинжал», 2 ракеты Х-59 (обе сбиты) и 22 ракеты С-300/С-400. Удар пришёлся на объекты энергетики Украины.

### Харьковская область

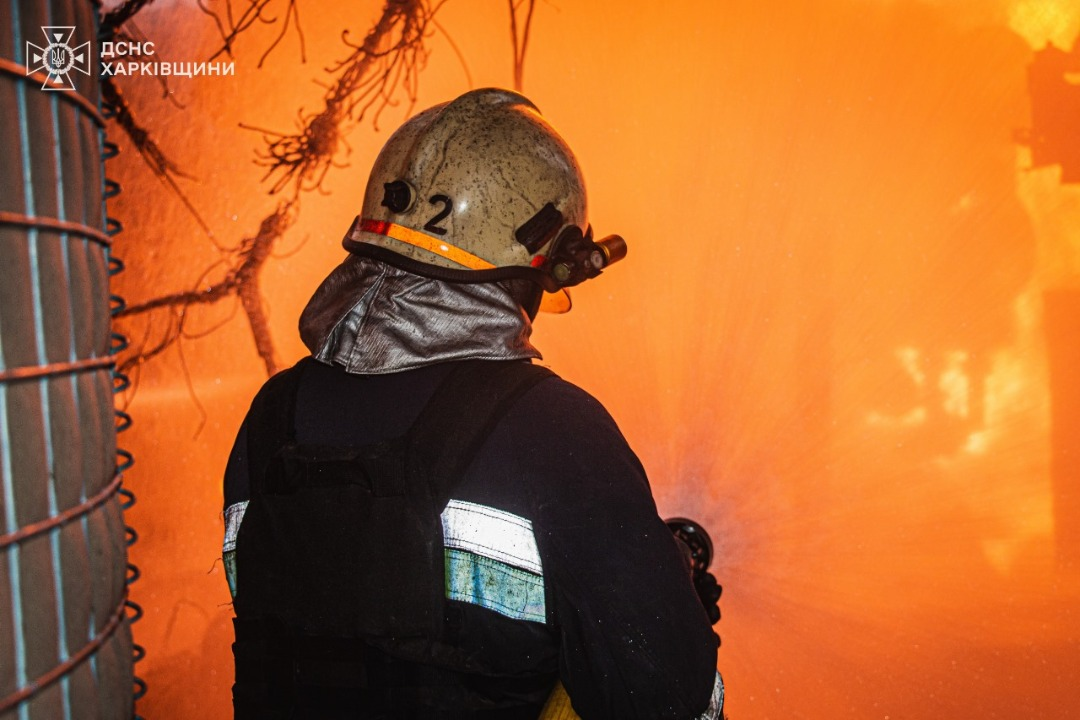
Пожар на объекте энергетической инфраструктуры в Харьковской области

В Харькове военные РФ нанесли более 15 ударов по объектам энергетической инфраструктуры ракетами С-300/Х-22, сообщил глава областной военной администрации Олег Синегубов. В Харьковской области была полностью разрушена Змиёвская ТЭС. Город практически полностью остался без электричества и водоснабжения. По состоянию на 24 марта электричество было менее чем у 40 % города. Ранее Минэнерго Украины сообщило о том, что энергетическая ситуация в городе «самая сложная». Были введены почасовые графики отключения.

### Запорожье

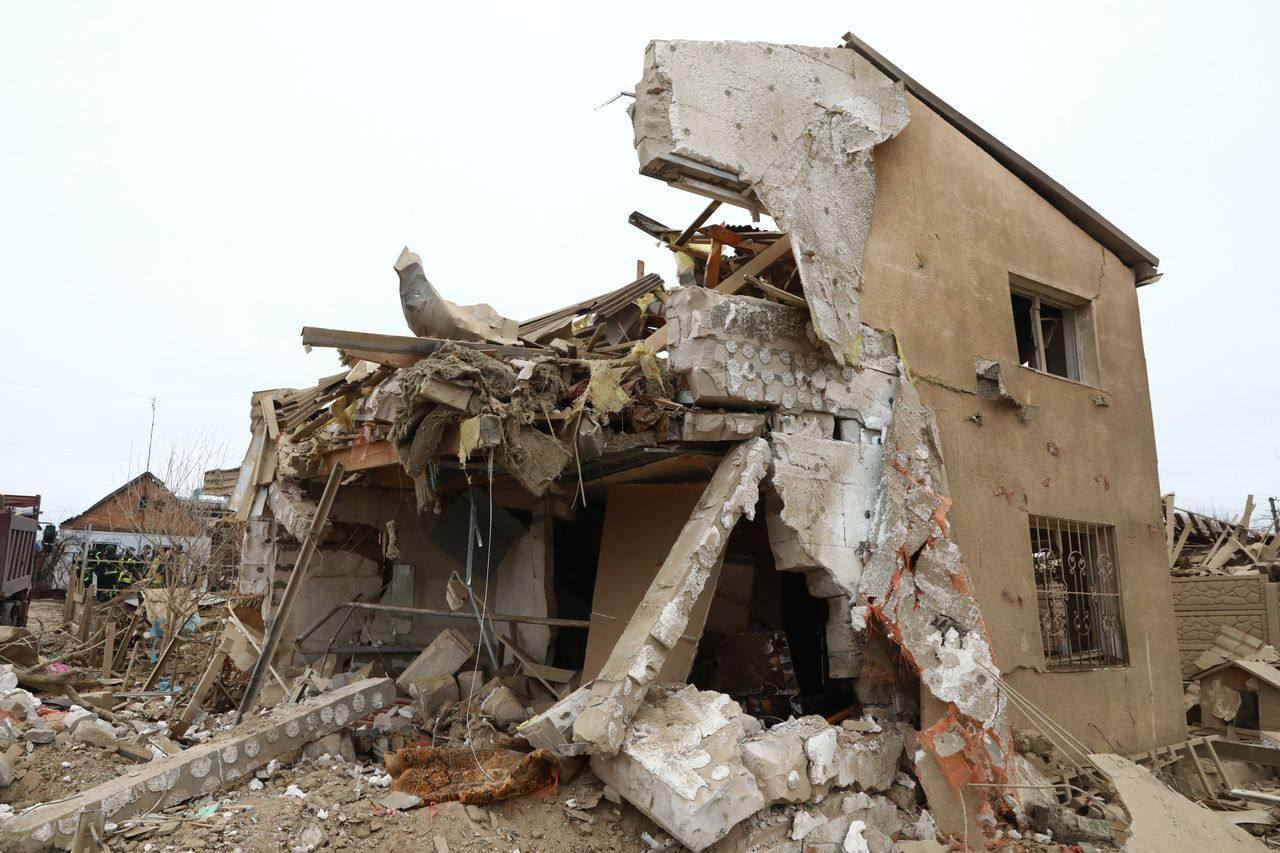
Дом в Запорожье после удара

По Запорожью российские военные нанесли 12 ракетных ударов, заявил глава областной администрации Иван Фёдоров. По предварительным данным, семь домов разрушены, ещё 35 повреждены. Всего в Запорожской области трое мирных жителей, включая ребёнка, погибли, а ещё 15 ранены.
Также на грани отключения оказалась Запорожская АЭС — во время атаки отключилась внешняя воздушная линия электропередачи «Днепровская», которая соединяет оккупированную АЭС с объединённой энергосистемой Украины. В «Энергоатоме» сообщили, что поврежденную линию электропередачи удалось восстановить.

#### Удар по Днепрогэсу
Согласно сообщению «Укргидроэнерго», удар был нанесен по гидросооружениям и плотине Днепрогэса. На станции начался пожар. «Угрозы прорыва нет. Ситуация на дамбе станции контролируемая», — заявили в ведомстве. Одна из российских ракет попала в троллейбус, который ехал по дамбе Днепровской ГЭС. По словам советника законного мэра Мариуполя Петра Андрющенко, в троллейбусе были мирные люди, которые ехали на работу.
Директор «Укргидроэнерго» Игорь Сирота рассказал в эфире «Радио Свобода», что российские военные попали по ГЭС-1 и ГЭС-2. По его словам, ГЭС-2 была сильно повреждена, и неизвестно, удастся ли её восстановить. Также произошло попадание в одну из опор станции, разбиты подкрановые балки. По словам Игоря Сироты: 

Придётся восстанавливать полностью машинный зал и электрическое оборудование. Последствия мы просчитаем в течение дня и будем понимать, что произошло
По данным Генпрокуратуры Украины, в результате обстрела Днепровской ГЭС погиб как минимум один человек. Открыто уголовное производство по факту нарушения законов и обычаев войны, сопряженного с умышленным убийством (часть 2 статьи 438 УК Украины).
В результате разрушения в Днепровской ГЭС произошло загрязнение почвы и утечка нефтепродуктов в Днепр.

### Кривой Рог
В Кривом Роге Днепропетровской области в результате комбинированной атаки дронами и ракетами повреждены объекты критической инфраструктуры, сообщил мэр города Александр Вилкул. В городе были введены графики аварийных отключений, а больницы и другие объекты инфраструктур переходили на работу от генераторов.
По словам главы военной администрации Днепропетровской области Сергея Лысака: 

Повреждены энергетические объекты в Днепровском, Криворожском, Павлоградском и Каменском районах. От взрывной волны разбиты окна в домах. Есть перебои со светом и водоснабжением. Будут введены графики отключений.

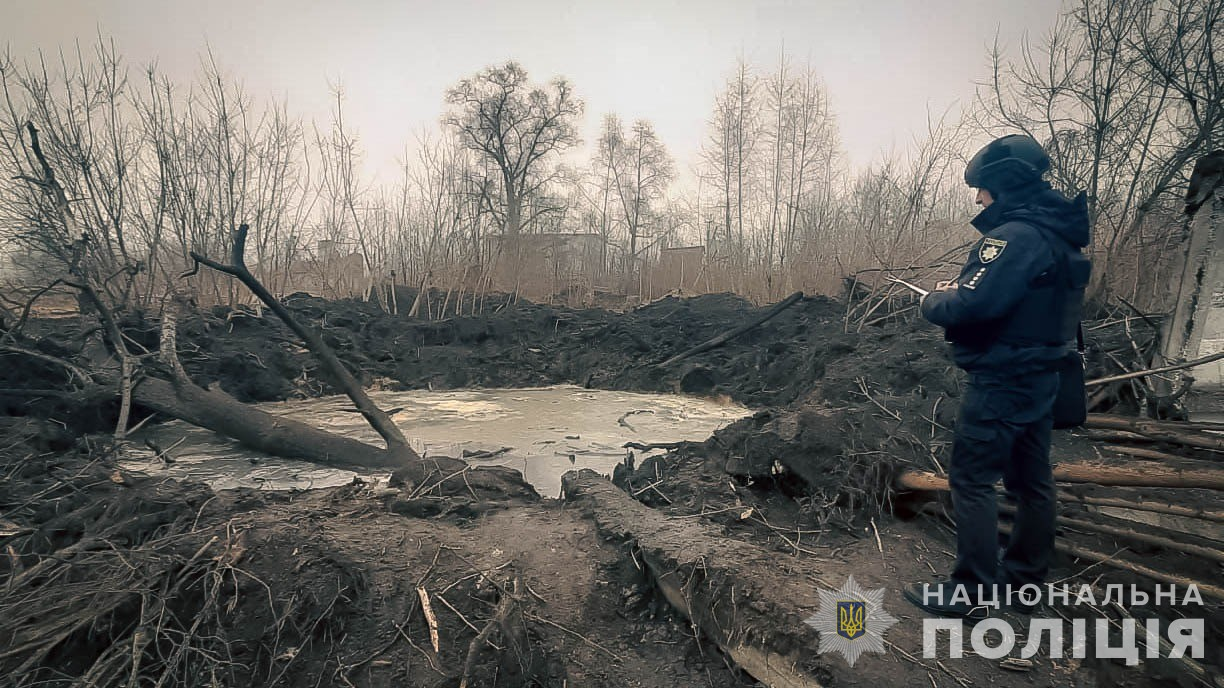
Воронка в Сумской области

### Сумская область
В Сумской области в результате ударов по объектам энергосистемы введены графики аварийных отключений в населенных пунктах Сумского, Конотопского и Шосткинского районов.

### Хмельницкий

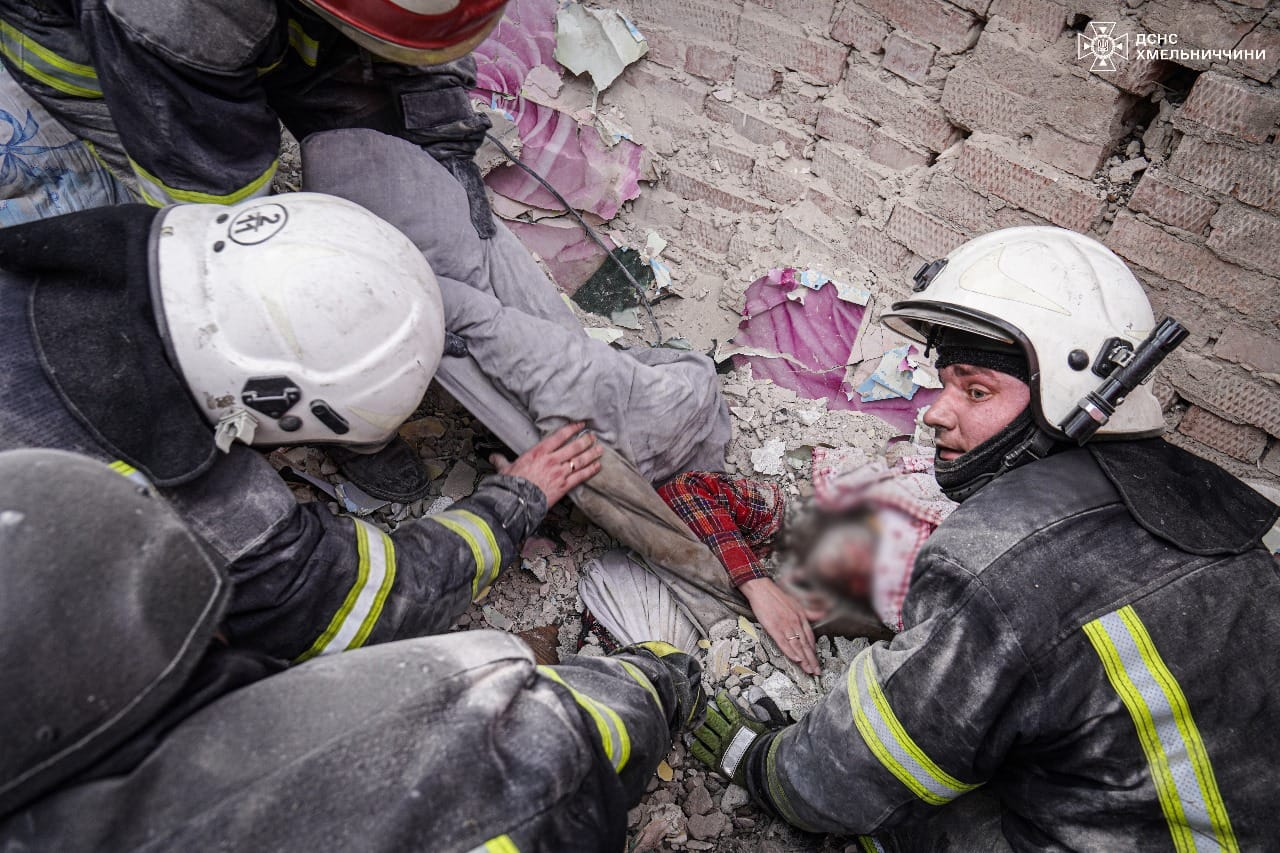
Извлечение человека из-под завалов в Хмельницком

В Хмельницком после российского удара повреждены объекты инфраструктуры и жилые дома, были погибшие и пострадавшие среди мирных жителей. Погибло двое, ранено 8 человек.

### Полтавская область
В Полтавской области обломками ракет повреждены кровли трех частных домов в Миргородском районе, пострадавших нет. В регионе были применены превентивные отключения подстанций и введен график аварийных отключений.

### Другие пострадавшие населённые пункты и объекты
Попадания в объекты критической инфраструктуры также зафиксированы в Винницкой, Львовской, Ивано-Франковской, Николаевской, Одесской областях. Аварийные отключения света для поддержания баланса в энергосистеме Украины также были введены в Кировоградской области.

## Реакция
Министр энергетики Герман Галущенко назвал российский удар самой масштабной атакой на украинскую энергетику за последнее время.
Минобороны РФ назвало удары по Украине «ударами возмездия» за «попытки прорыва и захвата российских приграничных населенных пунктов» в Белгородской и Курской областях.
Пресс-секретарь президента РФ Дмитрий Песков впервые заявил, что «Россия находится в состоянии войны с Украиной», и перестал называть вторжение России в Украину «спецоперацией».